# Морейра, Хосе Эрмес
Хосе́ ́Эрмес Море́йра (исп. José Hermes Moreira; род. 30 сентября 1958, Сан-Хосе-де-Майо) — уругвайский футболист, выступавший на позиции центрального или правого флангового защитника. Наиболее известен по выступлениям на рубеже 1970—1980-х годов за «Насьональ», с которым завоевал Кубок Либертадорес 1980 и Межконтинентальный кубок. В составе сборной Уругвая стал победителем Мундиалито 1980/81.

## Биография
Хосе Эрмес Морейра начал карьеру в пятой команде «Данубио», в 1976 году дебютировал в основном составе. Спустя 3 года он получил приглашение в «Насьональ» лично от Хуана Мухики, который через год завершил карьеру футболиста и сразу же возглавил «трёхцветных» в качестве главного тренера. Морейра стал частью команды, которая в том году стала победителем чемпионата Уругвая, Кубка Либертадорес, а затем и Межконтинентального кубка. В последнем матче, состоявшемся уже 11 февраля 1981 года, Морейра начал атаку, завершившуюся победным голом Вальдемара Викторино.
Параллельно Морейра выступал за сборную Уругвая. Самым ярким событием в «Селесте» стала победа на Мундиалито — Золотом кубке чемпионов мира, приуроченном к 50-летию первого чемпионата мира, прошедшего в Уругвае. Морейра сыграл два матча на этом турнире, против сборных Нидерландов (была приглашена вместо сборной Англии) и Италии, пропустив лишь финальную встречу против Бразилии. Дебютировал же в сборной Морейра ещё 9 июня 1976 года в матче против сборной Аргентины, выйдя на замену Вальдемару Викторино. Уругвайцы крупно уступили своему принципиальному сопернику, 0:3. Последний раз Морейра сыграл за сборную 13 сентября 1981 года против сборной Бразилии в рамках отборочного турнира к чемпионату мира 1982. Также сыграл в двух матчах в рамках Кубка Америки 1979 года.
Эрмес Морейра покинул «Насьональ» в 1984 году и принял предложение команды по шоуболу из США «Чикаго Стим», с которой подписал 6-летний контракт.

Это было что-то новое для меня. Я должен был играть гораздо быстрее… В первой игре… пришлось отыграть одну минуту и уйти. К счастью, я скоро привык к новым правилам. Самое трудное было понять, что люди не особенно волновались, выиграли мы или проиграли. Когда мы впервые проиграли, я чувствовал себя очень плохо, сидел один в своей комнате. И тут ко мне пришёл тренер, предложил пиво и объяснил, что на следующий день нужно было опять играть, и просто нет времени расстраиваться. Это совсем отличалось от того, что к чему я привык в Уругвае, там поражение было трагедией.— Хосе Эрмес Морейра
Через 3 года «Чикаго Стим» обанкротилась, и Морейра перешёл в «Уичито Уингс», где выступал на протяжении 4 лет. В 1991 году, решив отдохнуть от «индор-соккера», а также чтобы показать младшим сыновьям свою игру в настоящем футболе, Хосе вернулся в футбол, отыграв полгода в защите «Тампы-Бэй Раудис». После этого вернулся в шоубол, выступал за «Кливленд Кранч», где получил серьёзную травму, порвав ахиллово сухожилие (лишь в 33 года Хосе получил свою первую серьёзную травму в профессиональной карьере). Полтора года он лечился, а затем выступал за команды «Огайо» и «Хот-Шотс» из Техаса.
В 1995 году, по настоянию жены Кристины, уставшей от постоянных переездов, завершил карьеру футболиста. После этого занимался обучением детей, больше времени стал проводить с женой и тремя детьми, развивать бизнес по продаже медицинских инструментов. Во многом именно из-за этого бизнеса семейство Морейры так и не вернулось в Уругвай и продолжает проживать в США.

## Статистика в сборной Уругвая
| Год   | Игры | Голы |
| 1976  | 1    | 0    |
| 1979  | 5    | 0    |
| 1980  | 11   | 0    |
| 1981  | 7    | 0    |
| Итого | 24   | 0    |

## Достижения
- Чемпион Уругвая (2): 1980, 1983
- Обладатель Кубка Либертадорес: 1980
- Обладатель Межконтинентального кубка: 1980
- Обладатель Золотого кубка чемпионов мира: 1980/81